# Digitaltransistor

Schaltsymbol, NPN

Als Digitaltransistor wird in der Elektronik ein diskreter Bipolartransistor mit eingebauten Widerständen, üblich ein Basisvorwiderstand und häufig mit zusätzlichen Basis-Emitter-Widerstand, bezeichnet. Der Einsatzbereich ist im Kleinleistungsbereich. 
Die integrierten Widerstände bieten den Vorteil, dass der Digitaltransistor ohne zusätzliche externe Widerstandsbeschaltung als Schalttransistor in der Digitaltechnik verwendet werden kann. Gegenüber Feldeffekttransistoren, die spannungsgesteuert sind und in vielen Fällen keinen Vorwiderstand erfordern, haben Digitaltransistoren den Vorteil, auch bei sehr kleinen Steuerspannungen unter 1 V eingesetzt werden zu können.
Digitale Transistoren sind beispielsweise der DRC2523Y, ein digitaler NPN-Transistor, und der dazu komplementäre DRA2523Y als PNP-Transistor, beide von Panasonic.